# Arnaldo Fraccaroli
Arnaldo Fraccaroli, italijanski novinar in pisatelj, * 26. april 1882, Villa Bartolomea, Italija, † 16. junij 1956, Milano, Italija.
Pomemben je zlasti kot avtor dveh biografij italijanskih skladateljev, in sicer La vita di Giacomo Puccini (slov. Življenje G. Puccinija) in Nestanovitno srce, ki opisuje Bellinija. 